# Utama. Ein Leben in Würde
Utama. Ein Leben in Würde (Originaltitel Utama) ist ein Filmdrama von Alejandro Loayza Grisi, das im Januar 2022 beim Sundance Film Festival seine Premiere feierte und im Mai 2022 in die französischen Kinos kam. Der Start in Deutschland erfolgte im Februar 2023. Utama wurde von Bolivien als Beitrag für die Oscarverleihung 2023 als bester Internationaler Film eingereicht.

## Handlung

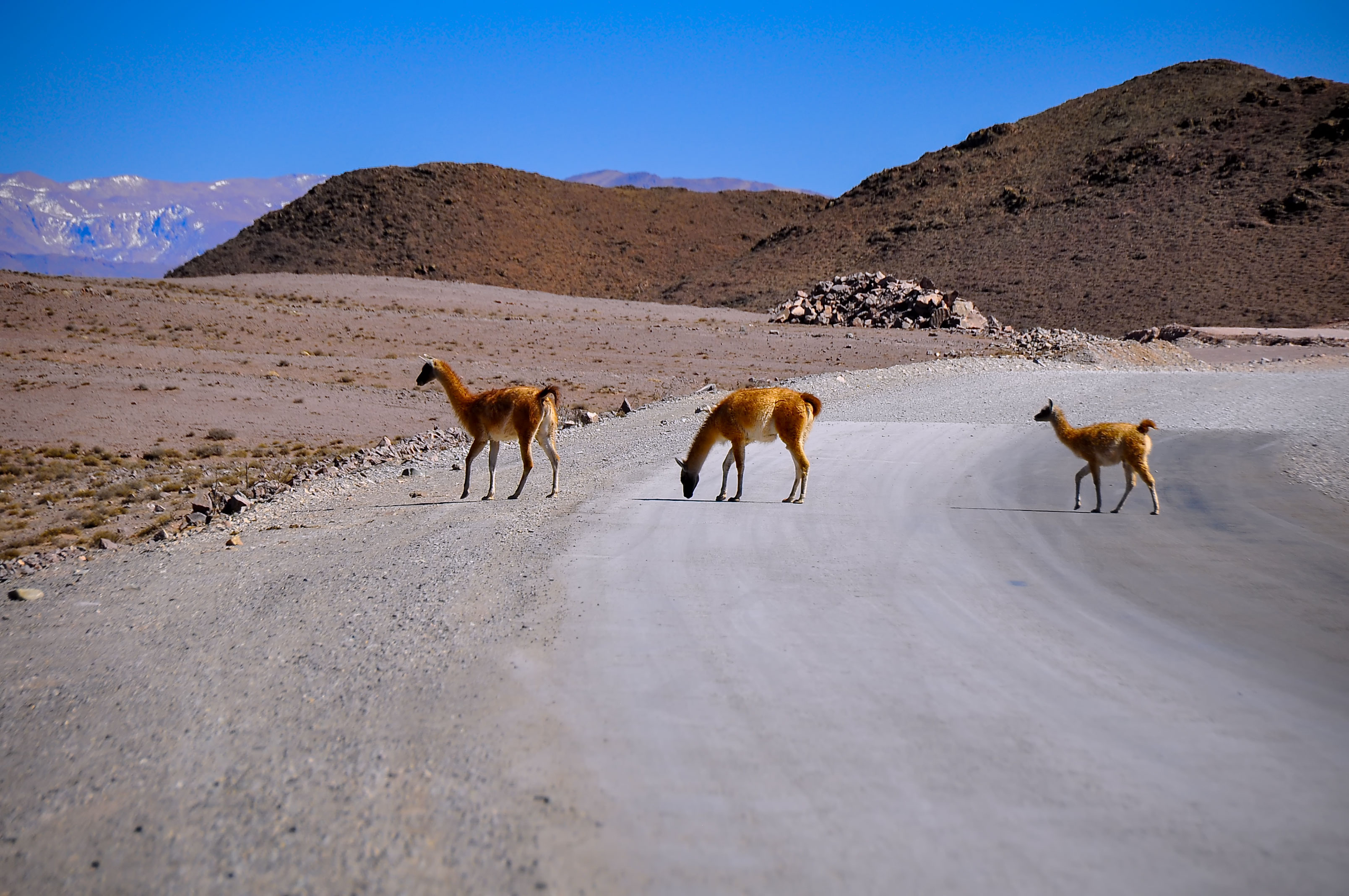
Virginio und Sisa leben im Altiplano und sind mit Dingen wie dem Weiden ihrer Lamas beschäftigt

Ein altes Quechua-Ehepaar lebt im Altiplano, dem trockenen Hochland der Anden, und der kranke Virginio verbringt seine letzten Tage im Wissen um seinen bevorstehenden Tod damit, diesen Zustand vor seiner Frau Sisa zu verbergen. Hinter dem Quechua-Paar liegt ein langes gemeinsames Leben.
Gemeinsam sind sie mit Verrichtungen wie dem Weiden ihrer Lamas beschäftigt. Ihr Haus ist umringt von hohen Bergen. Oft schaut Virginio in den Himmel und hofft auf den Regen. Da der Regen ausbleibt und der Dorfbrunnen kein Wasser mehr führt, muss Sisa jeden Tag einen Marsch zum Fluss auf sich nehmen. Auch die Frauen aus den umliegenden Dörfern strömen zur letzten noch verbliebenen Quelle.
Eines Tages bekommen sie Besuch von ihrem Enkel Clever, der Neuigkeiten aus der Stadt bringt. Sie müssen mit ihm Spanisch sprechen, weil er ihre Sprache nicht versteht. Clever will, dass seine Großeltern ihre Sachen packen und zur Familie in die Stadt ziehen, wo sich der kranke Virginio untersuchen und behandeln lassen kann.

## Produktion

### Filmstab und Filmtitel
Regie führte Alejandro Loayza Grisi, der auch das Drehbuch schrieb. Es handelt sich um den ersten Spielfilm des bolivianischen Regisseurs. „Utama“ bedeutet übersetzt so viel wie „Dein Zuhause“. Der Film ist auch unter den Titeln Utama: La terre oubliée oder Utama: Our Home is Dying bekannt.

### Der Handlungs- und Drehort
Zum bolivianischen Hochland erklärt der Regisseur, dieses liege auf mehr als 3.500 Metern Höhe, und die Gemeinschaften würden dort durch den Klimawandel gezwungen, ihre gewohnte Lebensweise zu ändern. Die Regenzeiten würden kürzer und die Dürreperioden länger, die Nächte kälter und die Tage heißer, wodurch die Gletscher schmelzen, was das Wasser knapp werden lasse: "Es ist eines der vom Klimawandel am stärksten verwundbaren Gebiete der Erde." Das ohnehin schon karge Gebiet werde immer unwirtlicher und zwinge die einheimische Bevölkerung zur Migration in die Städte, wo sie nicht weiß, wie sie leben soll, und wo sie mit einer Sprache konfrontiert wird, die nicht ihre eigene ist, so Loayza Grisi. In dieser neuen Umgebung hätten vor allem die Älteren unter ihnen nur sehr wenige Möglichkeiten.

### Veröffentlichung
Erste Vorstellungen des Films erfolgten ab 22. Januar 2022 beim Sundance Film Festival. Am 11. Mai 2022 kam er in die französischen Kinos. Ende Juni 2022 wurde er beim Filmfest München gezeigt. Am 23. Juni 2022 kam der Film in die Schweizer Kinos. Anfang Juli 2022 wurde der Film beim Internationalen Filmfestival Karlovy Vary in der Sektion Horizons gezeigt und Ende Juli 2022 beim New Horizons International Film Festival. Im September 2022 erfolgten Vorstellungen bei der Filmkunstmesse Leipzig. Im Oktober 2022 wurde er beim Vancouver International Film Festival  und beim Busan International Film Festival vorgestellt. Im Januar 2023 wurde er beim Palm Springs International Film Festival gezeigt. Am 9. Februar 2023 kam der Film in die deutschen Kinos. Im Juni 2023 wird er beim Internationalen Filmfest Emden-Norderney gezeigt.

## Rezeption

### Kritiken
Von den bei Rotten Tomatoes aufgeführten Kritiken sind 95 Prozent positiv bei einer durchschnittlichen Bewertung mit 7,7 von 10 möglichen Punkten. Auf Metacritic erhielt der Film einen Metascore von 74 von 100 möglichen Punkten.
Peter Osteried, Filmkorrespondent der Gilde deutscher Filmkunsttheater, schreibt in seiner Kritik, Utama. Ein Leben in Würde zeige dem Zuschauer mit ausdrucksstarken Bildern, die die Unwirtlichkeit des Hochlandes verdeutlichen, eine Welt, die vom Klimawandel als eine der ersten getroffen wurde. Er hebt Alejandro Loayza Grisis exzellentes Auge dafür hervor, Stimmung einzufangen. „An den Schnittstellen zwischen Bild und Stille findet er die tiefsten Bedeutungen, während er von Verlust, von der Landflucht und von der Zerstörung der Natur spricht.“ Er habe ein starkes Thema und er führe es dem Zuschauer auch vor Augen, die Erkenntnisse lasse er ihn jedoch selbst machen. Der Film sei exzellent darin, den Zuschauer in eine andere Erlebniswelt zu entführen: „Das Hochland Boliviens mag unendlich weit weg erscheinen, die menschlichen Probleme sind aber universell. Verlust in der einen oder anderen Form trifft jeden.“

### Auszeichnungen
Utama wurde von Bolivien als Beitrag für die Oscarverleihung 2023 in der Kategorie Bester Internationaler Film eingereicht. Im Folgenden weitere Auszeichnungen und Nominierungen.
Beijing International Film Festival 2022
- Nominierung für den Tiantian Award (Alejandro Loayza Grisi)[16]

Festival Internacional de Cine en Guadalajara
- Nominierung im Wettbewerb für iberoamerikanische Spielfilme[17]

Goya 2023
- Nominierung als Bester iberoamerikanischer Film[18]

Hong Kong International Film Festival 2022
- Nominierung im  Young Cinema Competition (World)[19]

Premios Platino del Cine Iberoamericano 2023
- Auszeichnung für die Beste Kamera (Bárbara Álvarez)
- Auszeichnung für die Beste Filmmusik (Cergio Prudencio)[20]

Sundance Film Festival 2022
- Auszeichnung mit World Cinema Grand Jury Prize: Dramatic

Sydney Film Festival 2022
- Nominierung im Hauptwettbewerb (Alejandro Loayza Grisi)
- Nominierung für den Sustainable Future Award (Alejandro Loayza Grisi, Santiago Loayza Grisi und Federico Moreira)[21][22]